# Allogaster nigripennis
Allogaster nigripennis là một loài bọ cánh cứng trong họ Cerambycidae.